# Tamaulipas
Tamaulipas (wymowaⓘ) – stan w północno-wschodnim Meksyku. Graniczy ze stanami: San Luis Potosí i Veracruz (na południu), Nuevo León (na zachodzie). Na północy sąsiaduje z amerykańskim stanem Teksas, a od wschodu z Zatoką Meksykańską.

## Podział administracyjny
Tamaulipas dzieli się na 43 gminy (hiszp. municipios).

## Historia
Pozostałości archeologiczne z jaskiń Cueva del Diablo świadczą o tym, że człowiek był tutaj obecny już ok. 6000 p.n.e. Pierwsze stałe osiedla pojawiają się mniej więcej ok. 4000 p.n.e. Obszar ten kolejno zamieszkiwali po sobie: Olmekowie, Cziczimekowie a później Huastekowie. W latach 1445–1466 Aztekowie pod wodzą Montezumy I podporządkowują sobie region i pobierają z niego daninę. Jednakże grupy Komanczów i Apaczów z północy nigdy nie poddały się najeźdźcom.
W 1517 przybywa tutaj ze swoją ekspedycją Francisco Hernández de Córdoba. Hiszpanie ponoszą jednak klęską i zostają rozbici przez Huasteków. Kolejna wyprawa hiszpańska (Francisco de Garay), która wyrusza w następnym roku również zostaje pokonana. Dopiero w 1522 Hernánowi Cortésowi udaje się ujarzmić Indian i zająć ich miasto Chila. Brak złóż kruszców i wrogość Indian zniechęcają konkwistadorów do podbijania północnej części regionu. Podejmowane w XVI w. próby nawracania tubylców również nie przynoszą rezultatów.
Na początku XVII w. powstają misje franciszkańskie, z których podejmowane są akcje ewangelizacji Indian, prowadzących osiadły tryb życia. Z biegiem czasu rozwija się tu pasterstwo i hodowla bydła na rozległych pastwiskach. Zagarnianie ziemi przez osadników powoduje wypieranie Indian w bardziej niedostępne rejony. Co pewien czas ich niezadowolenie przyjmuje formę otwartych zrywów przeciwko Hiszpanom. Obecność Francuzów w Luizjanie wymogła na wicekrólu Nowej Hiszpanii podjęcie akcji zasiedlania północnej części Tamaulipas w celu zapobieżenia ewentualnemu zajęciu tych terenów przez Francję. Jednakże przez cały czas region pozostaje rzadko zaludniony mimo zachęty rządu centralnego, co przyczynia się w dużym stopniu do spowolnienia rozwoju gospodarczego.
Pierwsze przejawy ruchu niepodległościowego w Tamaulipas (1810) zostają szybko opanowane przez rojalistów. W 1821 r. Tamaulipas staje się częścią niepodległego Meksyku, a w 1824 uzyskuje status stanu. W roku 1836 miejscowe oddziały wzięły udział w walce z amerykańskimi kolonistami z Teksasu, którzy dążyli do oderwania się od Meksyku. Po wojnie amerykańsko-meksykańskiej (1846–1848) stan utracił całe swoje terytorium położone na północ od Rio Grande. Cały ten okres charakteryzował się dużą niestabilnością polityczną, co było wynikiem ciągłych walk o władzę. Dopiero za rządów Porfiria Diaza doszło do pewnego uspokojenia sytuacji. Oprócz tego Diaz wspierał rozwój gospodarczy, głównie poprzez rozbudowę infrastruktury kolejowej i przyciąganie inwestorów zagranicznych.
Rozpoczęta w 1910 rewolucja meksykańska nie ominęła również Tamaulipas. Walki zakończyły się dopiero na początku lat 20. Stan szybko podporządkował się nowej władzy po uchwaleniu nowej konstytucji w 1917. Emilio Portes Gil – gubernator Tamaulipas w latach 20. pełnił urząd prezydenta kraju w latach 1928–1930. W następnym okresie stan rozwijał się dosyć szybko, dzięki handlowi ze Stanami Zjednoczonymi. Obroty handlowe znacznie wzrosły po podpisaniu w 1994 Północnoamerykańskiego Układu o Wolnym Handlu.

## Warunki geograficzne i klimatyczne
W zachodniej i południowo-zachodniej części stanu znajdują się duże pasma górskie (sierry). Są to m.in.: Sierra Madre Oriental, San Carlos, Maratines, Pamoranes i San José de las Rucia. W pozostałych rejonach stanu teren jest równinny, bądź występują jedynie nieduże wzniesienia.
Największymi rzekami są: Rio Bravo (nazywana też Rio Grande), Conchos, Soto la Marina, Guayalejo i Pánuco. Wszystkie te rzeki wypływają z gór na zachodzie i południu, a następnie wpadają do Zatoki Meksykańskiej. Znajdują się tu też duże laguny, oddzielone od Zatoki jedynie wąskimi mierzejami. Największą z nich jest Laguna Madre.
Ze względu na bliskość ciepłych wód Zatoki klimat jest gorący i wilgotny. Średnie temperatury wynoszą od 24 do 28 °C. Najwyższe opady występują w sierpniu i we wrześniu. Średnia roczna temperatura w stolicy – Ciudad Victoria wynosi 24 °C, a średnia roczna opadów 70 cm.
Spotyka się lasy sosnowe i dębowe (głównie w górach), oprócz tego pospolite są storczykowate, drzewa z rodzaju Prosopis. Z fauny zwierzęcej występują: jelenie, jaguary, zające, pancerniki i niedźwiedzie. Z ptaków można wymienić: pelikany, i indyki. Został tu utworzony Rezerwat Biosfery El Cielo, w którym występują lasy deszczowe. Kolejnym rezerwatem jest Playa Tortuguera Rancho Nuevo, gdzie znajdują się cenne przyrodniczo obszary bagienne.

## Gospodarka
Poszczególne sektory gospodarki stanu wg ich udziału w PKB, kształtują się następująco: przemysł (21%), usługi (17%), handel (19%), transport (14%), finanse (13%), rolnictwo (9%), budownictwo (6%) i górnictwo (1%). 
Głównymi gałęziami gospodarki pozostają: rolnictwo, rybołówstwo i turystyka.
Wzdłuż granicy z USA działa ok. 350 tzw. maquiladoras (montowni), są to zakłady budowane najczęściej przez zagranicznych inwestorów, które są nastawione na eksport. Zatrudnionych jest w nich 150 tys. pracowników. Oprócz tego w południowej części stanu działa szereg przedsiębiorstw, z branży chemicznej i naftowej.
Żyzne niziny znajdują się w regionie La Huasteca. Uprawia się na nich m.in. sorgo, kukurydzę, bawełnę i pszenicę. Ponad połowa powierzchni stanu jest używana w celach hodowlanych. Hoduje się głównie bydło, kozy a także mniejsze ilości świń i owiec.
Dobrze rozwinięte jest rybołówstwo. Poławia się m.in.: krewetki, ostrygi i langusty. Oprócz tego dużą rolę odgrywa wydobycie ropy naftowej.
W stanie rozwinął się petrochemiczny, chemiczny, spożywczy, włókienniczy oraz metalowy.

## Turystyka
Miasto Matamoros, leżące przy granicy ze Stanami Zjednoczonymi przyciąga wielu turystów. Oprócz tego w stanie znajduje się wiele plaż oraz ośrodków, w których można uprawiać wędkarstwo.

## Galeria

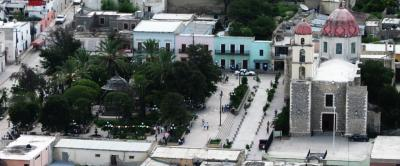
Tula
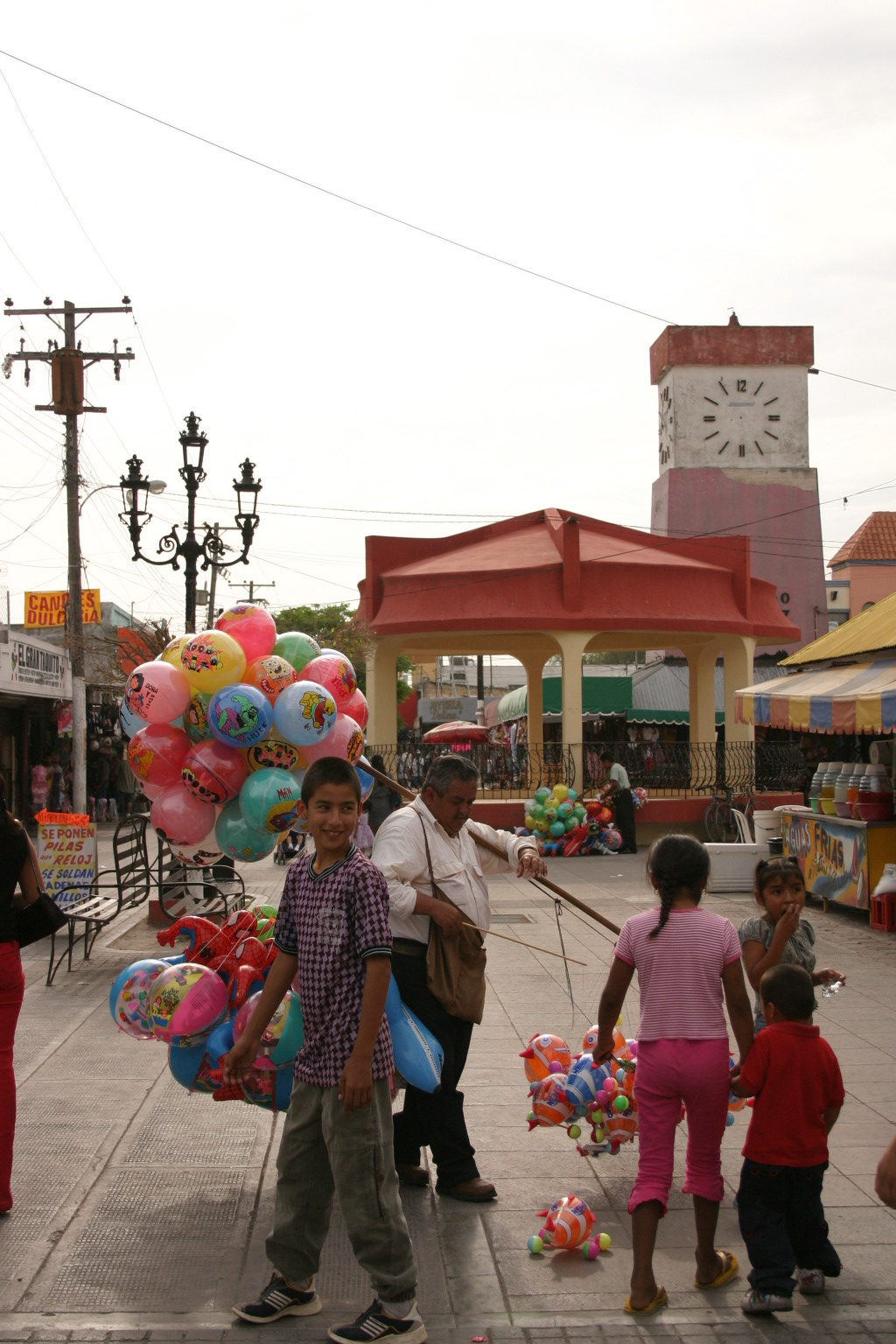
Matamoros
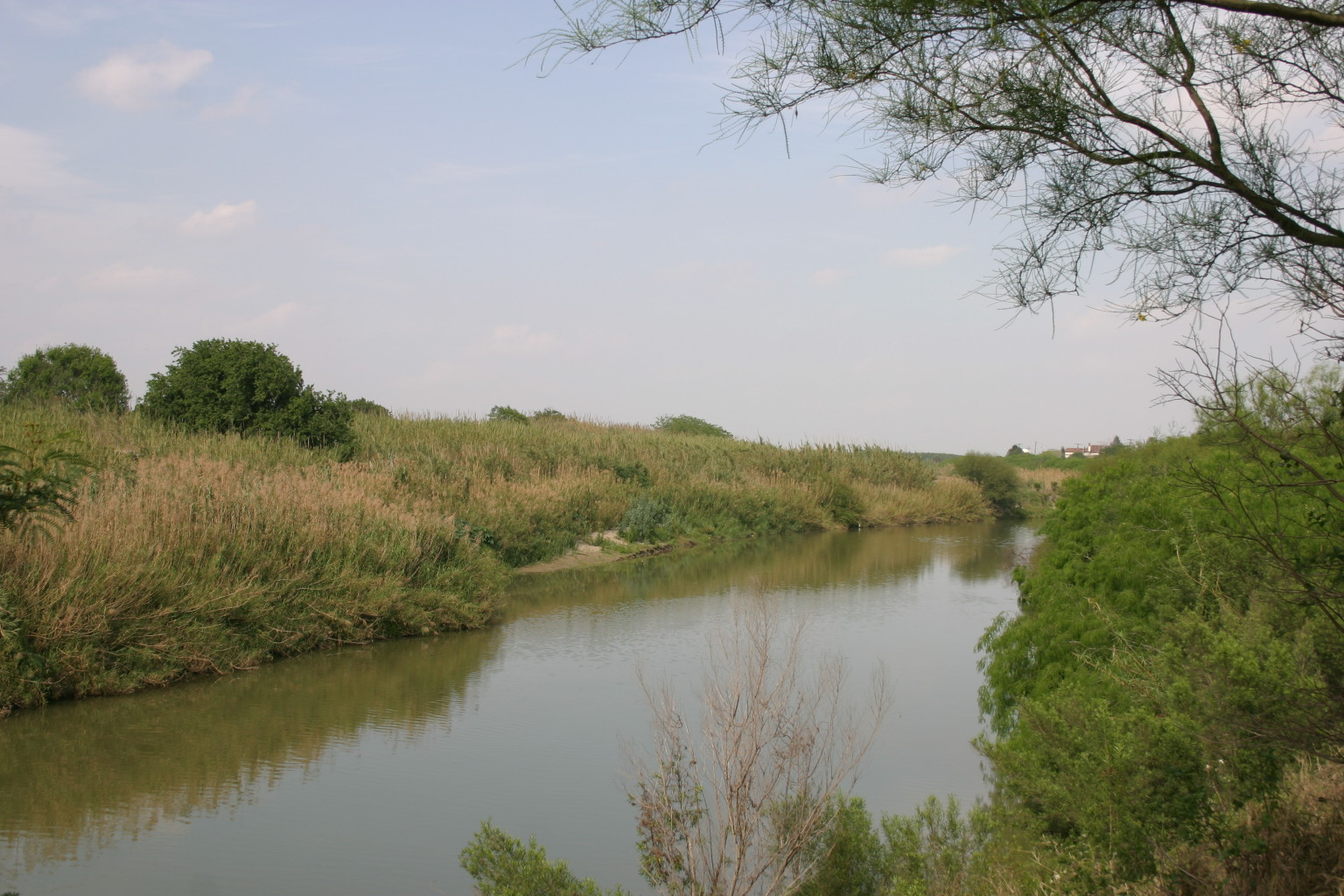
Rio Grande
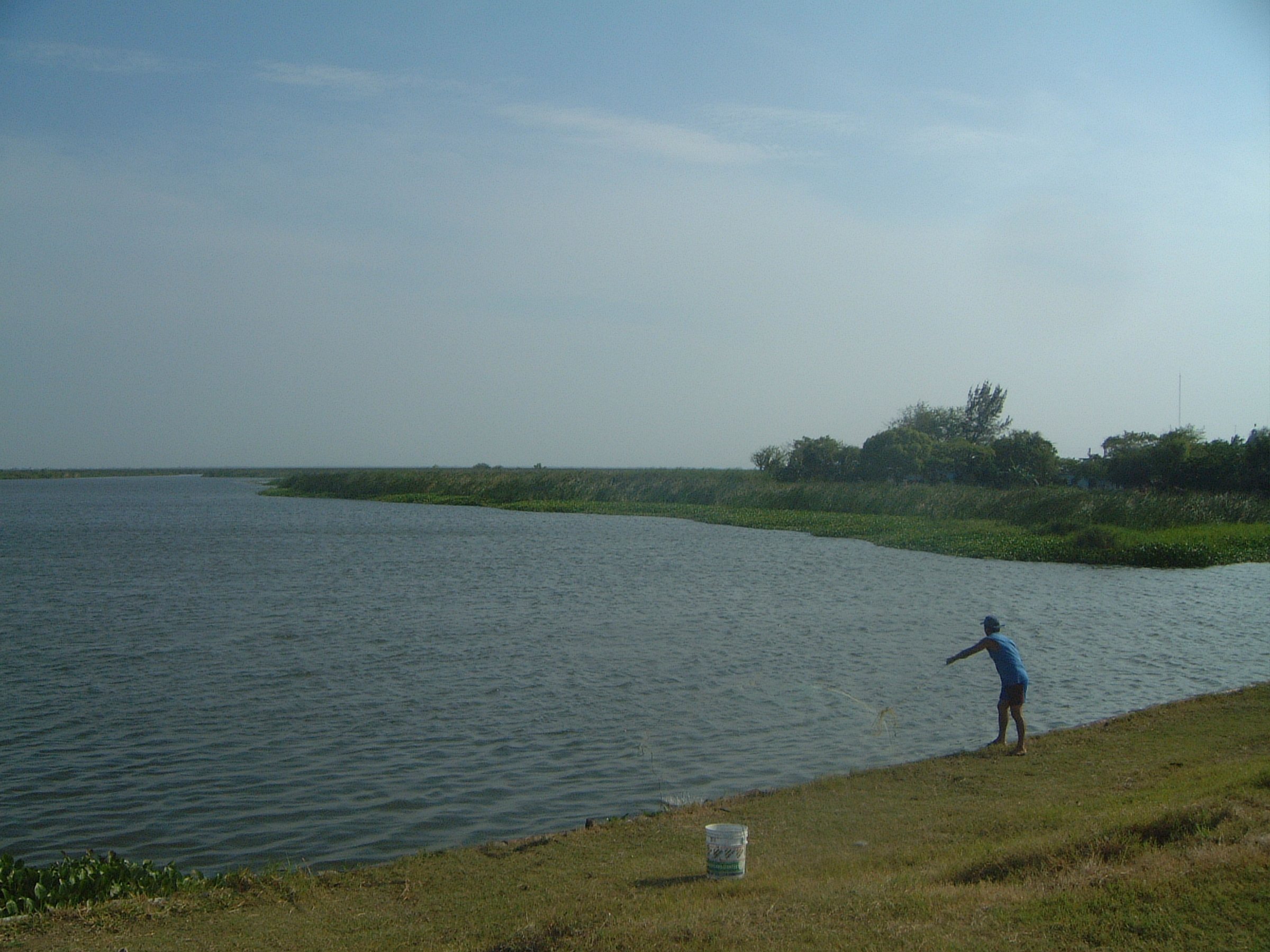
Altamira
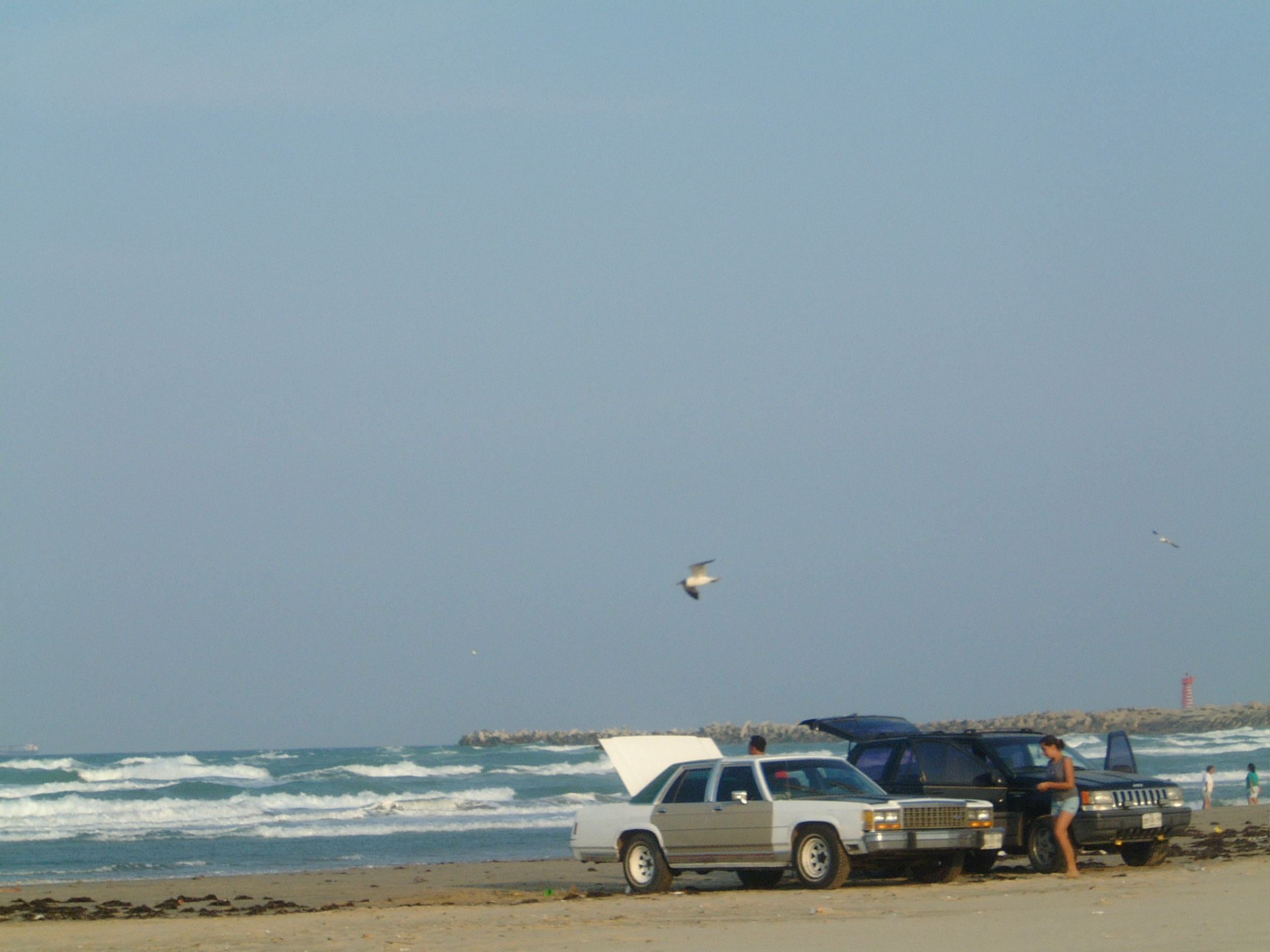
Altamira